# بوب بيري (تنس)
بوب بيري (بالإنجليزية: Bob Perry)‏ مواليد 17 مارس 1933 في لوس أنجلوس، هو لاعب كرة مضرب أمريكي. هو أحد أبطال الجراند سلام حيث فاز بالبطولة الفرنسية للزوجي.

## النهائيات

### الزوجي: 1 (الألقاب 1, الوصافة 0)
| النتيجة | السنة | الدورة           | الشريك    | المنافس                 | النتيجة       |
| الفوز   | 1956  | البطولة الفرنسية | دون كاندي | أشلي كوبر (تنس) ليو هود | 7–5, 6–3, 6–3 |

## روابط خارجية
- بوب بيري على موقع رابطة محترفي التنس (الإنجليزية)
- بوب بيري على موقع الاتحاد الدولي لكرة المضرب (الإنجليزية)
- بوب بيري على موقع كأس ديفيز (الإنجليزية)
- بوب بيري على موقع أرشيف التنس.كوم (الإنجليزية)
- بوب بيري على موقع خلاصة التنس.كوم (الإنجليزية)